# آلپربک
آلپربک (به آلمانی: Aplerbeck) یک منطقهٔ مسکونی در آلمان است که در Aplerbeck (district) واقع شده‌است. آلپربک ۸٫۷۶۱ کیلومتر مربع مساحت دارد ۱۵۰ متر بالاتر از سطح دریا واقع شده‌است.

## نگارخانه

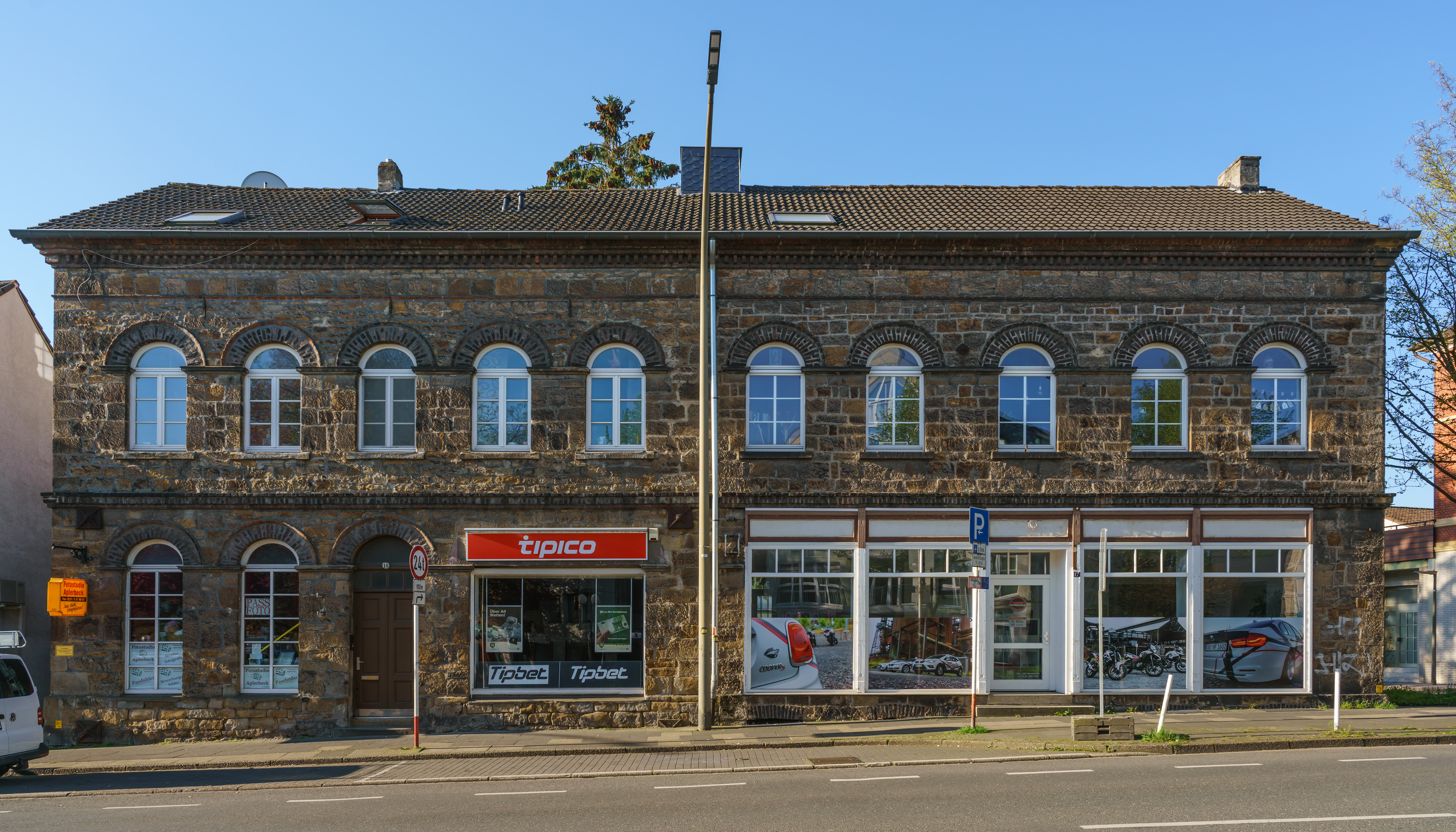
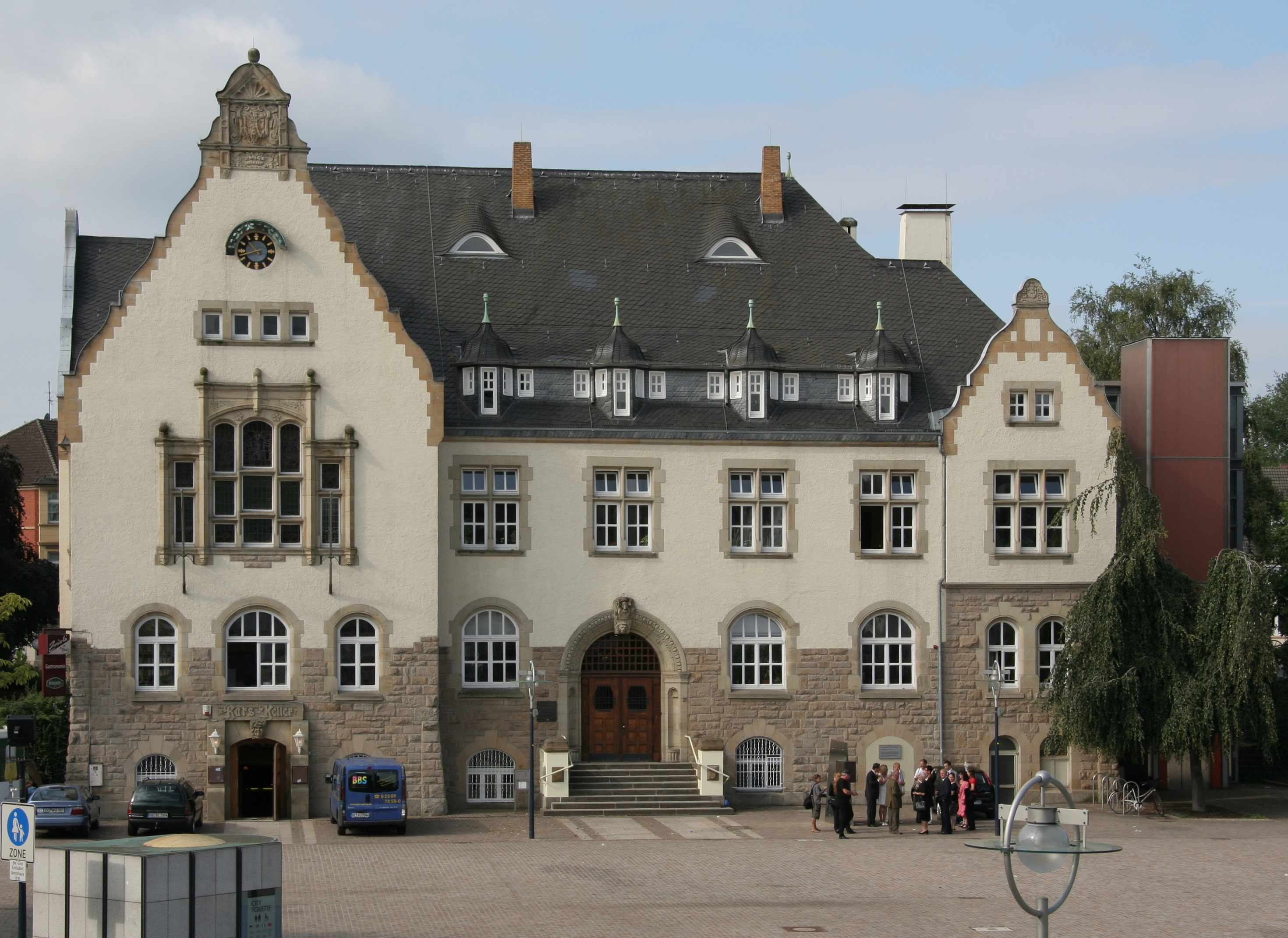
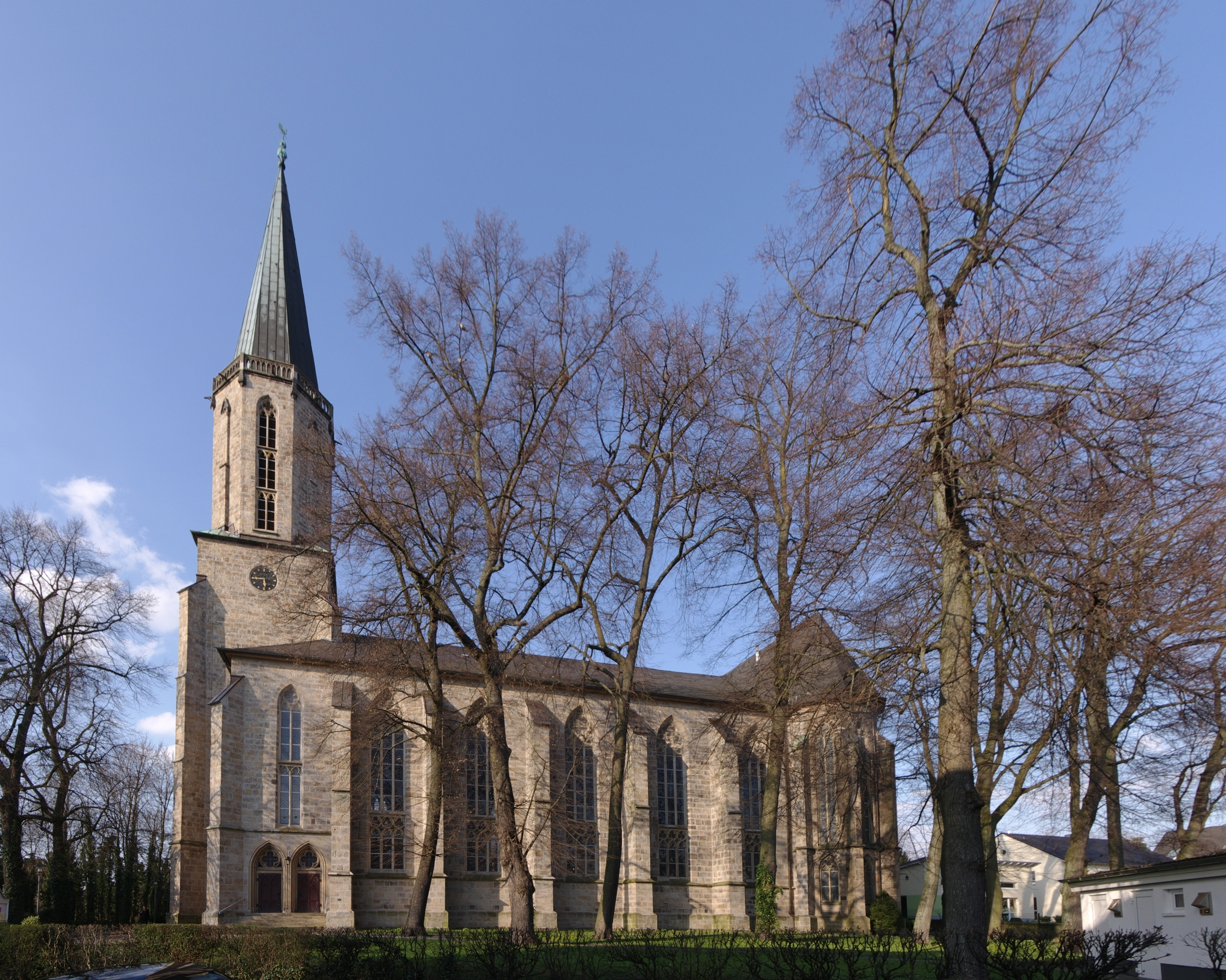
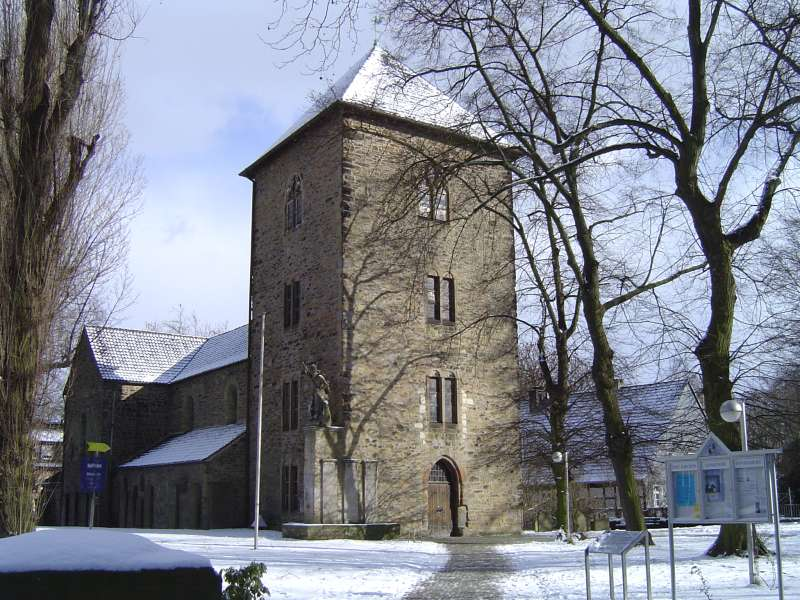
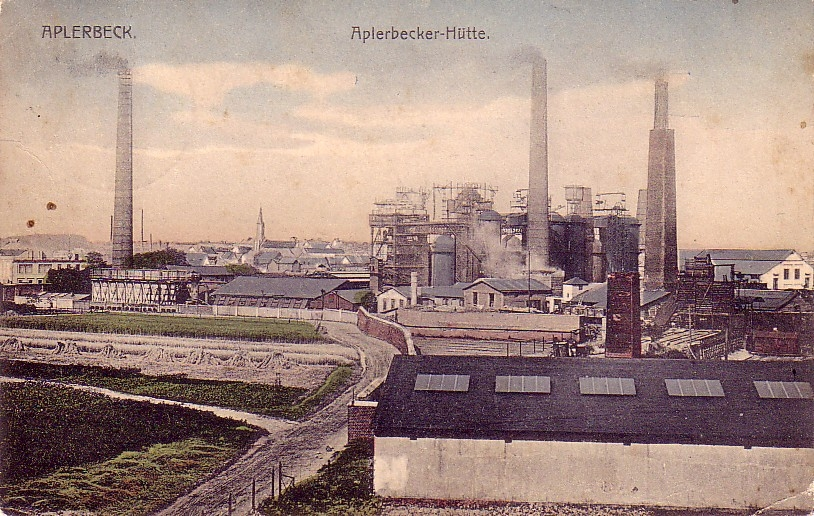
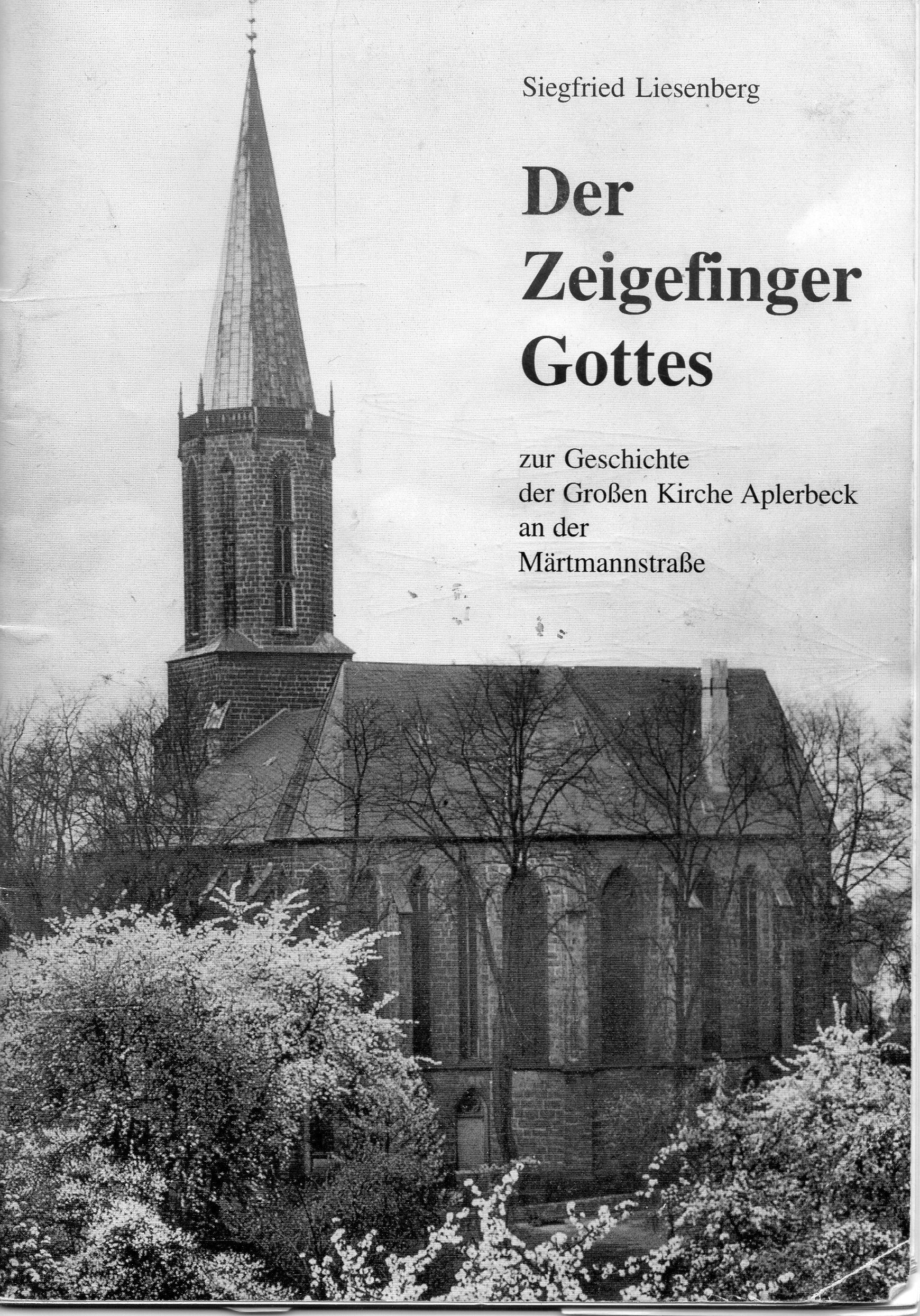
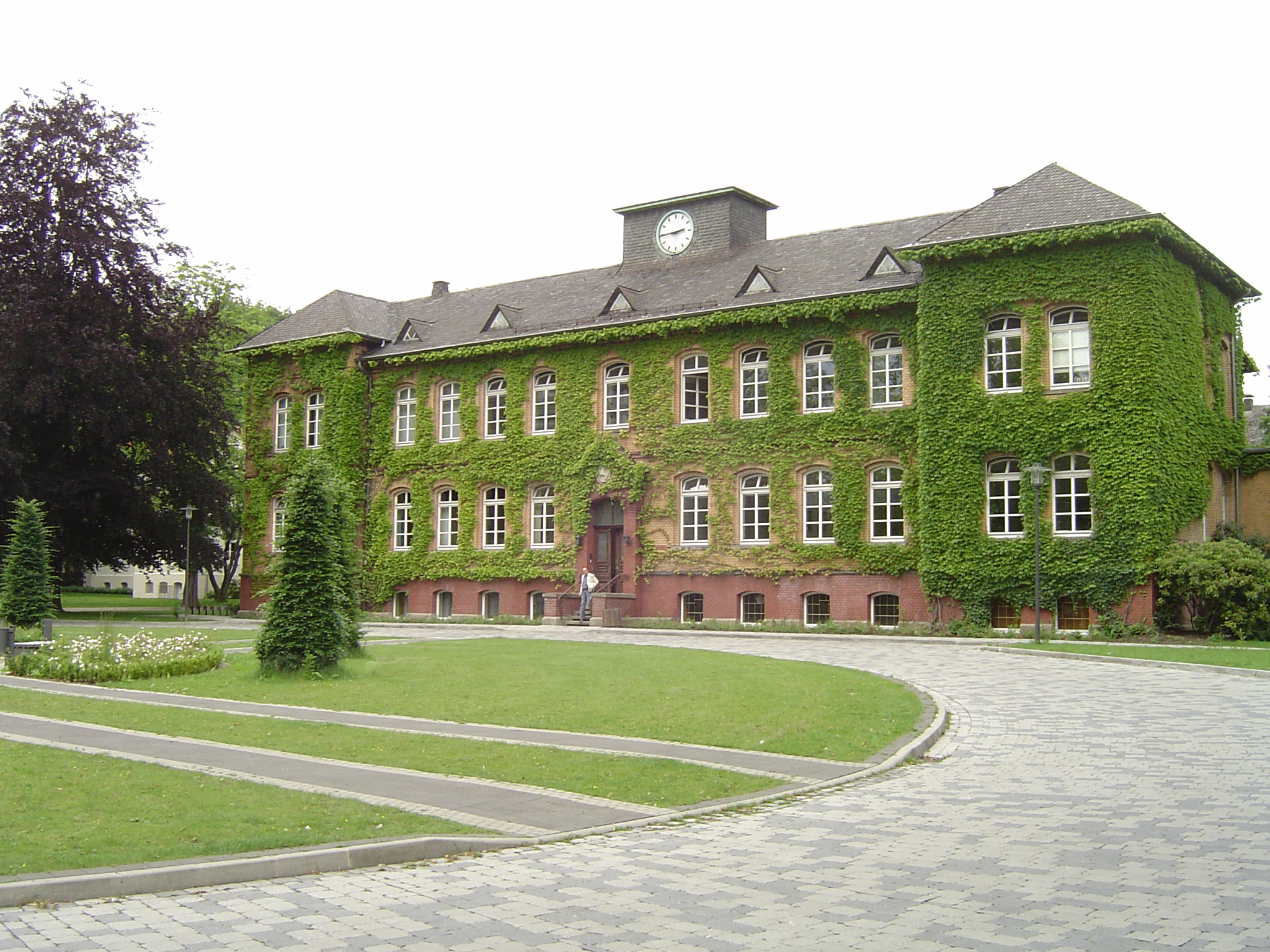